# Phalonidia zygota
Phalonidia zygota es una especie de polilla del género Phalonidia, categorizada en la tribu Cochylini, de la subfamilia Tortricinae.

## Distribución
Se distribuye por Europa: Rusia, en Krai de Jabárovsk.

## Taxonomía
Fue descrita por Razowski en 1964.
Tratamiento taxonómico
La especie aparece registrada y publicada en Acta Zoologica Cracoviensia 9: 338.